# Yangxi, Fujian
Yangxi (kinesiska: 洋溪) är en köping i sydöstra Kina. Den ligger i stadsdistriktet Sanyuan i staden Sanming i provinsen Fujian, omkring 160 kilometer väster om provinshuvudstaden Fuzhou. Antalet invånare är 5 969. Befolkningen består av 2 874 kvinnor och 3 095 män. Barn under 15 år utgör 18,0 %, vuxna 15-64 år 68 %, och äldre över 65 år 13,0 %.